# 阿波川口駅
阿波川口駅（あわかわぐちえき）は、徳島県三好市山城町大川持にある、四国旅客鉄道（JR四国）土讃線の駅である。駅番号はD25。
徳島県では最西端の駅であるとともに、三好市山城町の中心部への最寄駅である。観光列車・四国まんなか千年ものがたり（しあわせの郷紀行）が運転停車する際、ホームでやましろ狸の会の化けタヌキ着ぐるみ等による歓待や地元特産品の販売等が行われている。駅舎には周辺地域に伝わる妖怪タヌキ伝説をもとにした「汽車タヌキ」が設置されている。

## 歴史

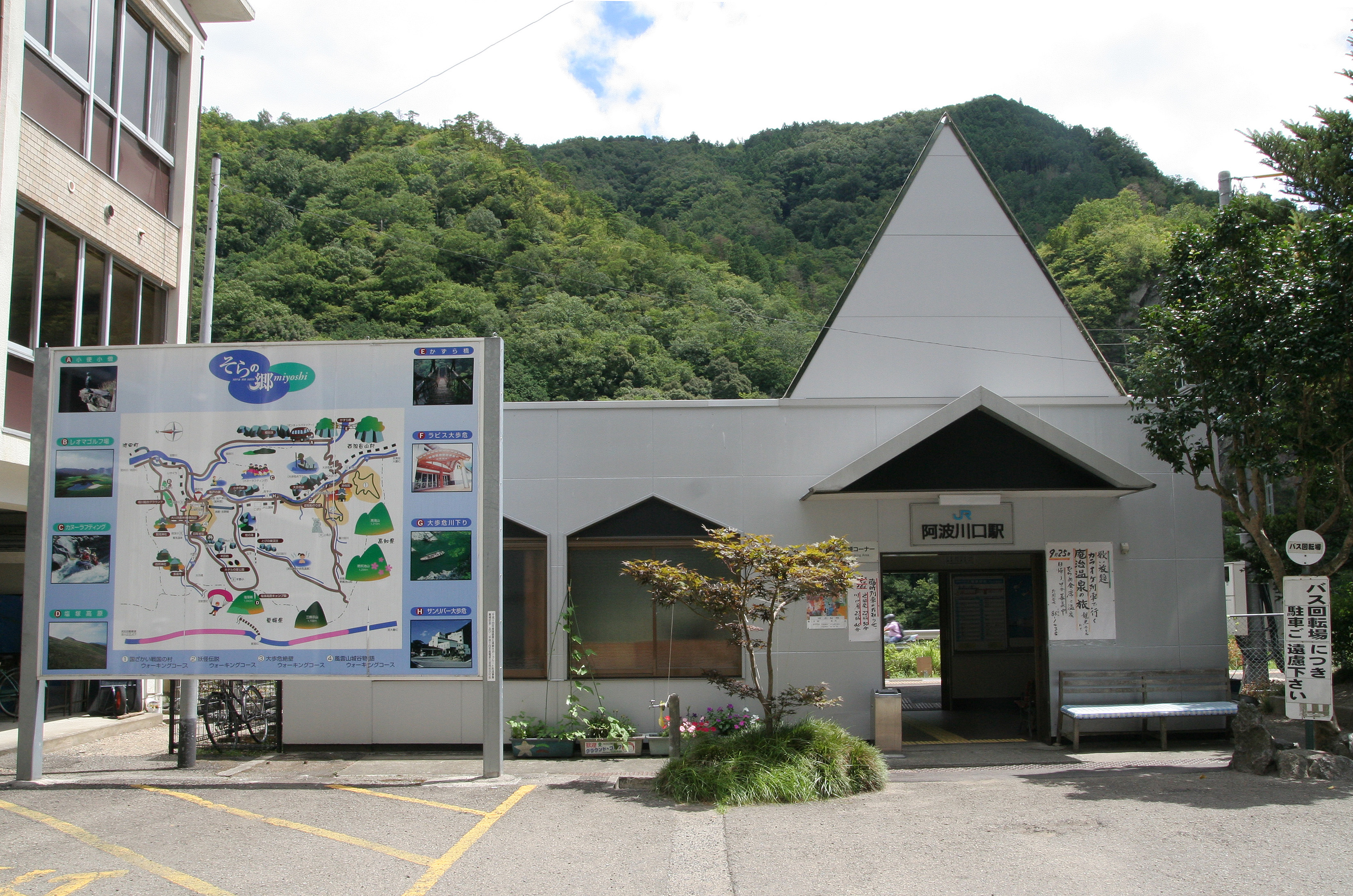
駅舎（2008年8月、リニューアル前）

- 1935年（昭和10年）11月28日：開業[2]。
- 1970年（昭和45年）10月1日：貨物の取り扱いを廃止[2]。
- 1983年（昭和58年）11月25日：荷物扱い廃止[2]。無人駅化[4]（簡易委託駅化[5]）。
- 1987年（昭和62年）4月1日：国鉄分割民営化により四国旅客鉄道に承継[2]。
- 1988年（昭和63年）3月：現駅舎竣功。
- 2003年（平成15年）8月26日：当駅構内で上り普通列車（キハ58系2両編成）が車両火災を起こす。原因はキハ28 3013の発電用エンジンの過回転によるもので、同車は廃車。けが人はなし。
- 2017年（平成29年）11月11日：駅舎にやましろ狸な会により「汽車狸」が設置される[6]。
- 時期不明：簡易委託解除。
- 2022年（令和4年）4月1日：副駅名「ぽんぽこ阿波川口」を導入[7]。

## 駅構造
相対式ホーム2面2線を有し列車の交換が可能な地上駅。分岐器は、通過列車を考慮して18番両開き（制限速度90Km/h）である。駅舎が置かれている。ホーム間は跨線橋で移動する。トイレは、駅舎を出て右にある。

### のりば
| のりば | 路線    | 方向 | 行先                       |
| ------ | ------- | ---- | -------------------------- |
| 1      | ■土讃線 | 上り | 阿波池田・琴平方面         |
| 2      | ■土讃線 | 下り | 大歩危・土佐山田・高知方面 |

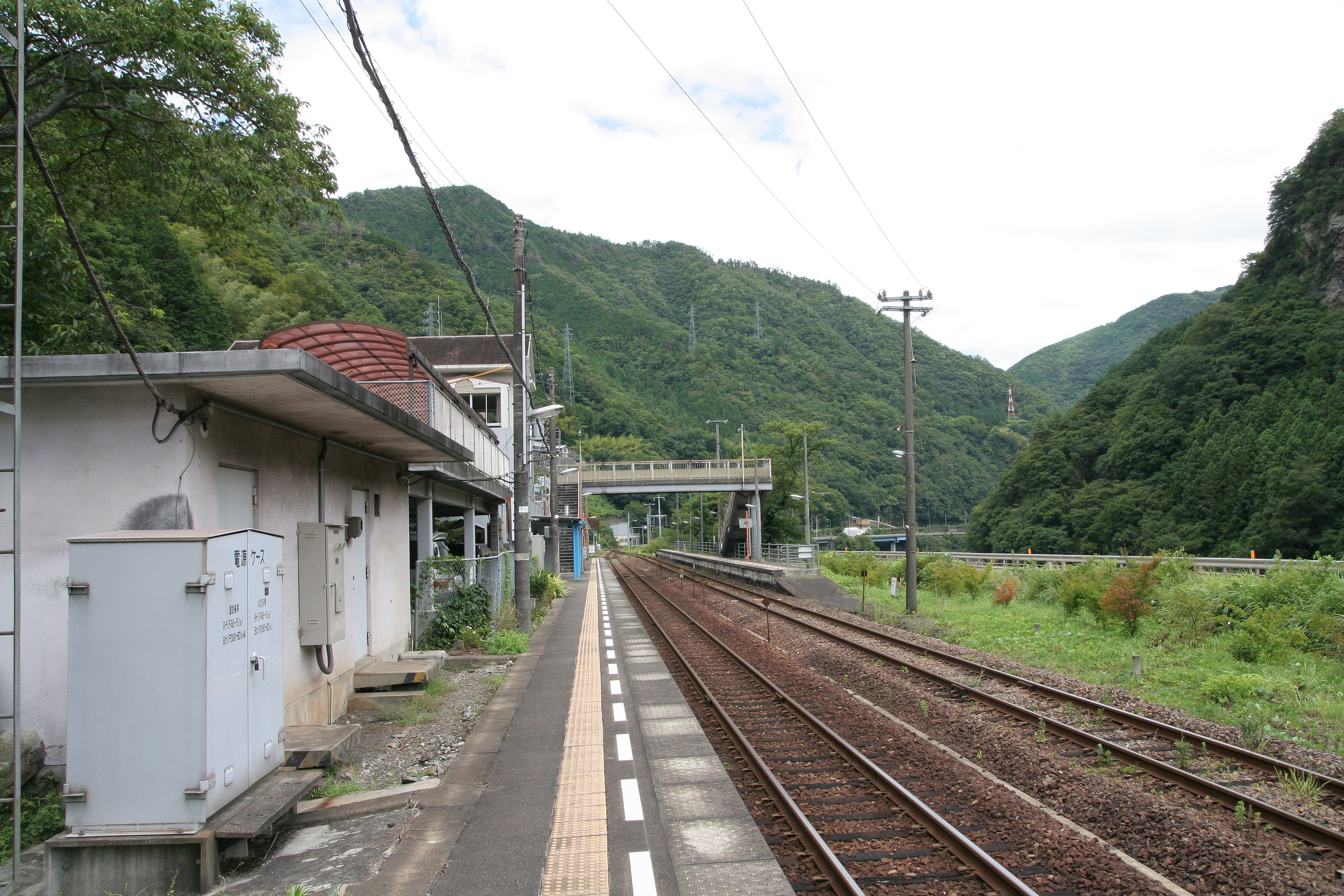
構内（2008年8月）
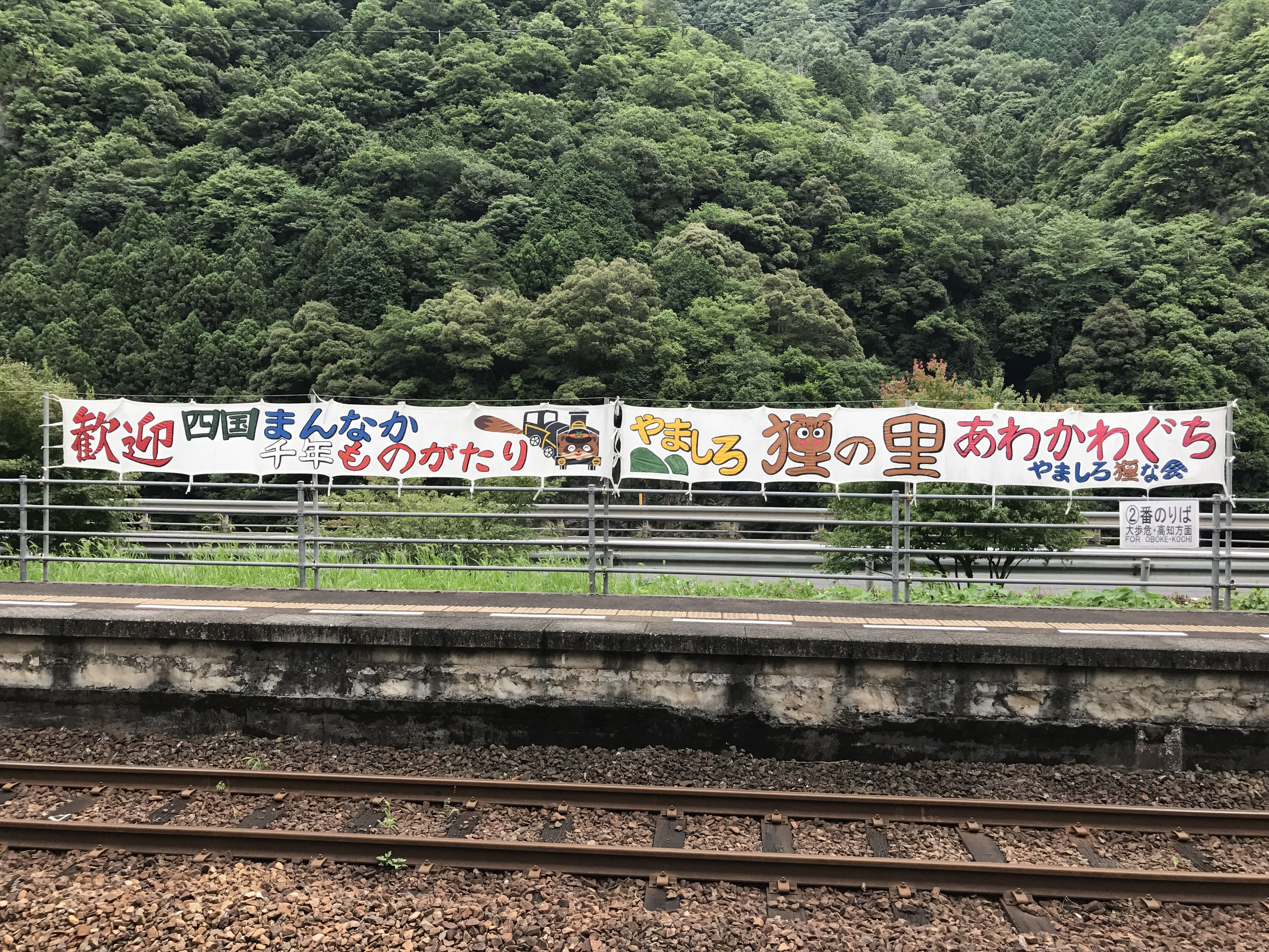
ホームに掲げられた横断幕（2017年7月）
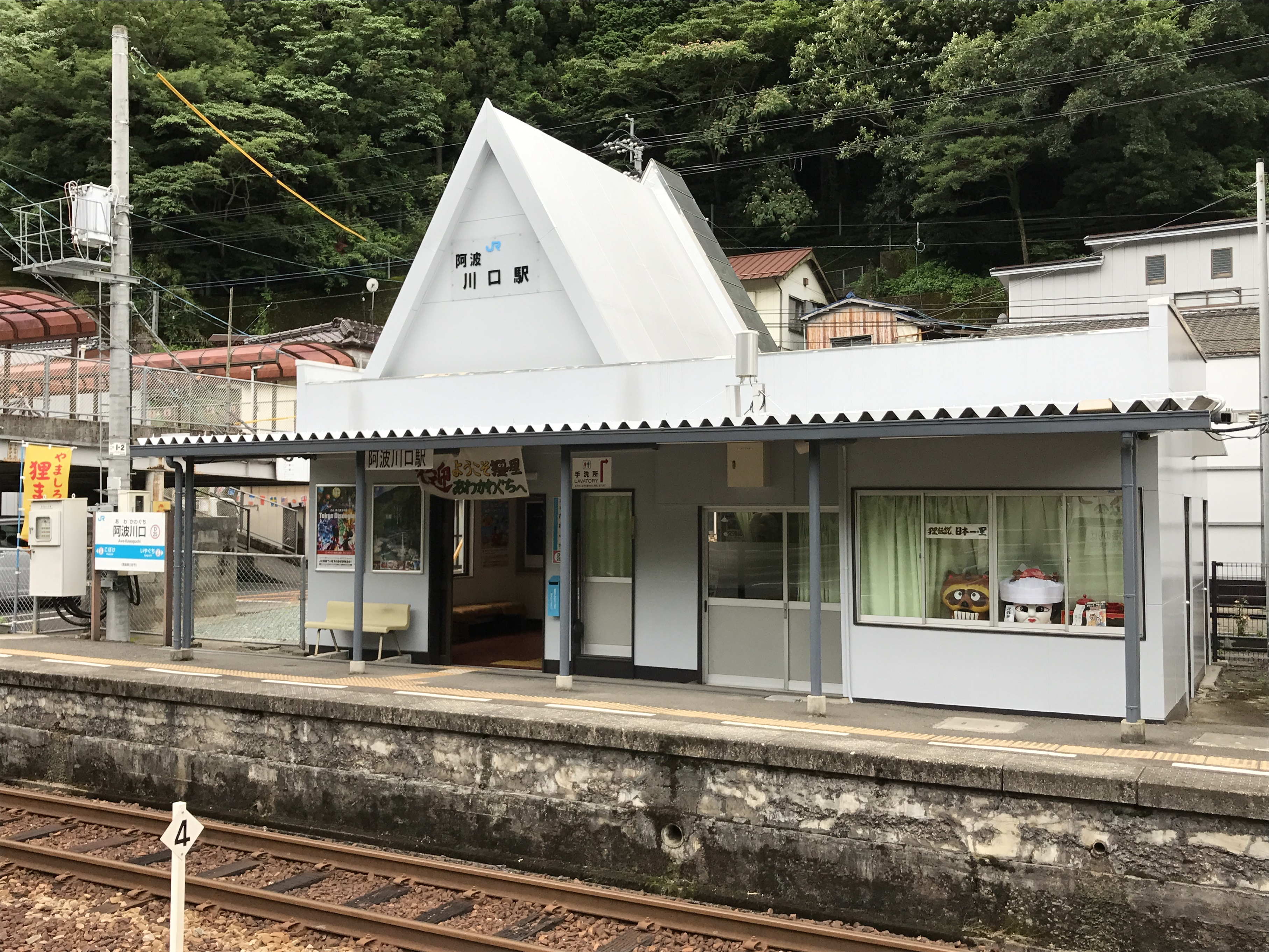
ホームから駅舎を眺める（2017年7月）

## 利用状況
『徳島県統計書』による1日平均乗車人員は下記の通り。
| - 198人（1995年度） - 189人（1996年度） - 186人（1997年度） - 181人（1998年度） - 175人（1999年度） - 182人（2000年度） - 170人（2001年度） - 159人（2002年度） - 104人（2003年度） - 102人（2004年度） | - 100人（2005年度） - 104人（2006年度） - 90人（2007年度） - 79人（2008年度） - 77人（2009年度） - 73人（2010年度） - 67人（2011年度） - 72人（2012年度） - 73人（2013年度） - 65人（2014年度） |

## 駅周辺
駅は三好市道と国道32号に挟まれている。駅舎と駅の入り口は市道側にあり、国道側から直接駅に入ることはできない。
- 吉野川
- 三好市商工会館
- 三好市山城総合支所
- 三所神社
- 圓明寺
- 正賢寺
- 三好市立山城小学校
- 阿波銀行山城支店

## バス路線
「川口駅前」停留所にて、四国交通・三好市営バスの路線が発着する。
- 祖谷線：久保（久保方面の一部便は途中のかずら橋で乗り換え）
- 祖谷線：阿波池田駅・阿波池田バスターミナル
- 三好市営バス（山城線三好病院玄関前方面・山城地区各路線）

## 隣の駅
四国旅客鉄道（JR四国）
■土讃線
■普通
祖谷口駅 (D24) - 阿波川口駅 (D25) - 小歩危駅 (D26)